# Автомагістраль G5 Пекін-Куньмін
Швидкісна автомагістраль Пекін-Куньмін (кит.: 北京－昆明高速公路)), позначена як G5 і зазвичай згадується як Jingkun Expressway (кит.: 京昆高速公路) — швидкісна дорога, що з’єднує міста Пекін і Куньмін у провінції Юньнань. Має 2865 км у довжину. Станом на 2018 рік швидкісна дорога повністю завершена.

## Маршрут

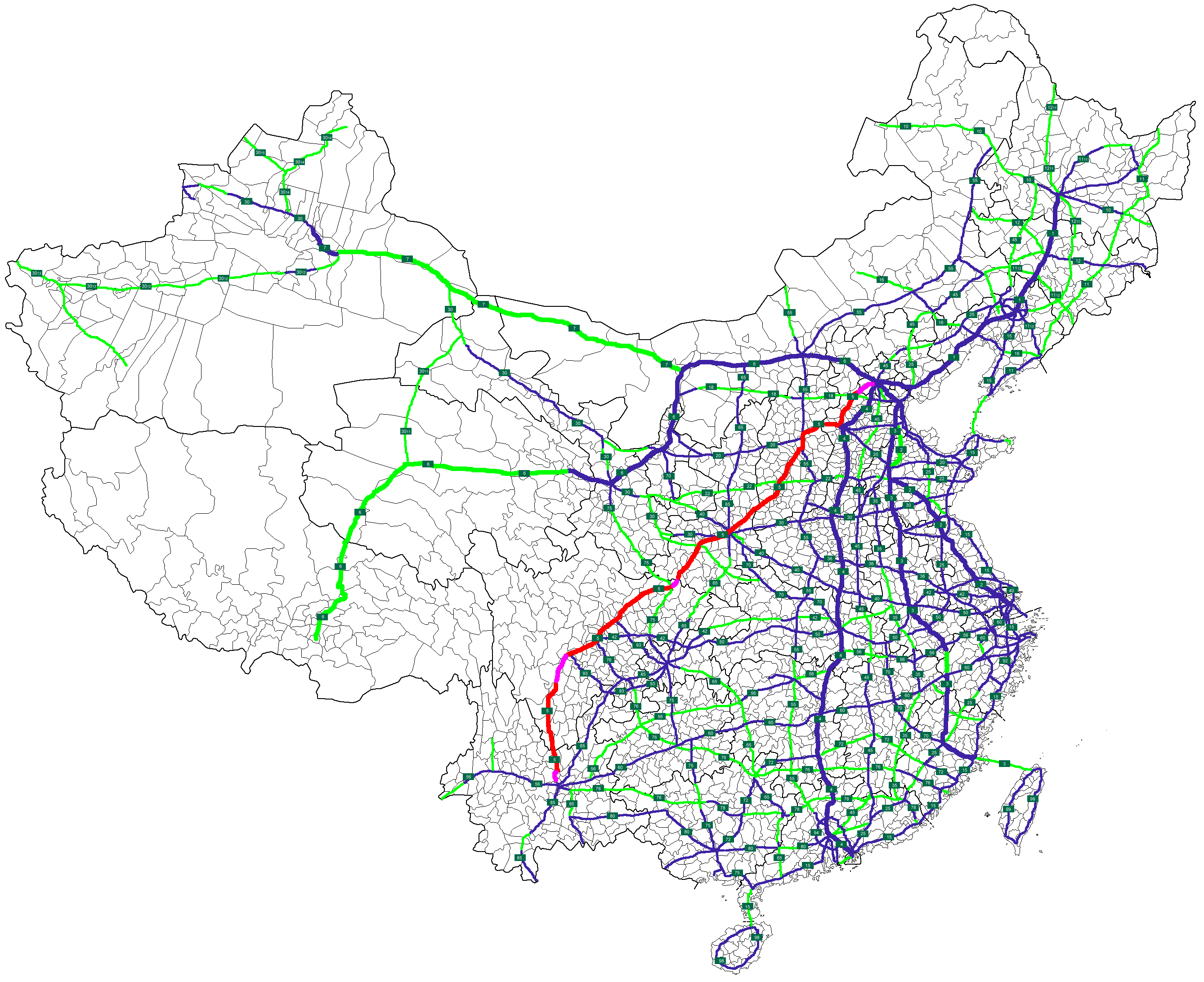
Мапа високошвидкісних доріг Китаю та дорога G5

Швидкісна автомагістраль Пекін – Куньмін пролягає від Пекіна, столиці Китайської Народної Республіки, до міста Куньмін у провінції Юньнань. Він проходить через такі великі міста:
- Пекін
- Шицзячжуан, Хебей
- Тайюань, Шаньсі
- Сіань, Шеньсі
- Ченду, Сичуань
- Куньмін, Юньнань